# Acetamiprid
Acetamiprid ist eine heterocyclische aromatische chemische Verbindung, die als systemisch wirkendes Insektizid verwendet wird und zur Stoffgruppe der Neonicotinoide zählt. Im Handel erfolgt der Verkauf Acetamiprid-haltiger Insektizide insbesondere unter dem Handelsnamen Careo.

## Darstellung und Gewinnung
Die Synthese startet mit der Umsetzung von Orthoessigsäuretrimethylester mit Cyanamid mit der Bildung der Zwischenverbindung Methyl-N-cyanoacetimidat. Die Umsetzung mit 3-Aminomethyl-6-chlorpyridin und anschließende Methylierung mittels Dimethylsulfat führen zur Zielverbindung. Alternativ gibt die Umsetzung mit 6-Chlor-3-(methylamino)methylpyridin direkt das Acetamiprid.

## Verwendung
Acetamiprid wird als insektizider Wirkstoff in Pflanzenschutzmitteln verwendet. Es eignet sich zur Bekämpfung von beißenden und saugenden Insekten wie Schildläusen, Mottenschildläusen (u. a. Weiße Fliege), Trauermücke, Buchsbaumzünsler und Schmierläusen. In Deutschland, Österreich und der Schweiz sind die zugelassenen Produkte meist zur Behandlung von Topf- und Zierpflanzen gedacht. Es ist aber auch im Gemüsebau, beispielsweise an Gurke, Tomate und Salaten und zur Bekämpfung von Blattläusen an Kernobst zugelassen. Des Weiteren zeigt Acetamiprid auch eine hohe Wirksamkeit gegen die Larven der Kirschfruchtfliege und ist daher in der Schweiz und Österreich für den kommerziellen Kirschanbau zugelassen. Im Ackerbau können einzelne Präparate auch gegen den Rapsglanzkäfer oder die Larven des Kartoffelkäfers eingesetzt werden. Acetamiprid kommt in Form von „Pflanzenstäbchen“, als Spray, Granulat oder Konzentrat in den Handel. Es ist als Wirkstoff in Pflanzenschutzmitteln in vielen Staaten der EU, so auch in Deutschland und Österreich, sowie in der Schweiz zugelassen.

## Abgabe im Handel
Mit dem Inkrafttreten der Paragraphen 10–13 der Biozidrechts-Durchführungsverordnung (ChemBiozidDV) zum 1. Januar 2025 sind Insektizide wie Acetamiprid nicht mehr in Selbstbedienung erhältlich, sondern erst nach einem Aufklärungsgespräch durch eine sachkundige Person.

## Gesundheit
Laut einer Bewertung der EFSA ist nachweisbar, dass Acetamiprid die Entwicklung des menschlichen Gehirns negativ beeinflussen kann. Zitat aus dem zugrunde liegenden Gutachten "Die Ergebnisse an Kulturen von Gehirnzellen aus dem Cerebellum von neonatalen Ratten lassen einen exzitatorischen Effekt der Neonikotinoide Acetamiprid und Imidacloprid erkennen. Unter dem Blickwinkel, dass die nAChRs für die gesunde Entwicklung des Gehirns wesentlich sind, schließen die Autoren: „Therefore, the neonicotinoids may adversely affect human health, especially the developing brain“.

## Regulierung
In der EU und 26 Mitgliedsstaaten ist die Anwendung von Acetamiprid zugelassen. In Frankreich ist Acetamiprid seit 2018 verboten. Eine Petition gegen ein Gesetz zur Wiederzulassung erreichte im Juli 2025 eine Million Unterschriften. In der EU und der Schweiz bleibt Acetamiprid voraussichtlich noch bis 2033 erlaubt.
Die erlaubte Tagesdosis, die akute Referenzdosis und die annehmbare Anwenderexposition beträgt jeweils 0,025 Milligramm pro Kilogramm Körpergewicht und Tag.
Die Europäische Behörde für Lebensmittelsicherheit (EFSA) schlug wegen möglicher Auswirkungen auf das sich entwickelnde Nervensystem im Dezember 2013 vor, die erlaubte Tagesdosis, die akute Referenzdosis und die annehmbare Anwenderexposition von 0,07 mg/kg auf 0,025 mg/kg Körpergewicht zu senken. Die EFSA senkte im Mai 2024 sowohl die akzeptable Tagesdosis (ADI) als auch die akute Referenzdosis (ARfD) um den Faktor 5 auf nunmehr 0,005 mg/kg Körpergewicht.
2016 wurden die Grenzwerte für Acetamiprid in verschiedenen Lebensmitteln von der EFSA angehoben. Zum Beispiel für Oliven von 0,1 mg/kg auf 0,9 mg/kg, Weizen von 0,03 mg/kg auf 0,1 mg/kg oder Tomaten von 0,2 mg/kg auf 0,5 mg/kg.
In der Schweiz besteht ein Rückstandshöchstgehalt von 1,5 mg/kg auf Kirschen.
Laut Foodwatch hat sich die Belastung von Obst und Gemüse mit Acetamiprid in den letzten Jahren verdreifacht. Unter anderem Süßkirschen, Zucchini, Auberginen, Spinat und Paprika seien häufig belastet.